# Vila Rusalka (Karlovy Vary)
Vila Rusalka, původně vila Klemm, později Charlotte Klemm, se nachází v lázeňské části Karlových Varů ve čtvrti Westend v ulici Petra Velikého 1020/12. Postavil si ji stavitel Damian A. Klemm v roce 1893. Dnes je součástí hotelového resortu Savoy Westend.

## Historie
Stavba vznikla v roce 1893, tedy ve stejné době, jako sousední vila Charlotte (č. p. 928 v tehdejší Westendstrasse). Postavil si ji tentýž stavitel, Damian A. Klemm. Rovněž stejný byl architekt Alfred Bayer, který vypracoval projekt v roce 1891. Vila dostala jméno Klemm, později Charlotte Klemm.
Ve dvacátých letech 20. století byl majitelem vily zapsán Wenzl Eberl, v letech 1924–1935 patřila Marii Eberlové a v roce 1939 Viktoru a Walteru Fischerovým.
Po druhé světové válce byla znárodněna a přejmenována na vilu Rusalka. Jejím prvním národním správcem se stal Alexander Abrahamovič, který nabízel 20 komfortně vybavených pokojů. Od června 1952 patřila vila lázeňskému ředitelství a od roku 1957 podniku Československé státní lázně. Vila pak sloužila jako jesle a mateřská škola pro děti zaměstnanců tohoto podniku.
V současnosti je upravená vila součástí hotelového resortu Savoy Westend. Je evidována (leden 2021) jako objekt k bydlení v majetku společnosti Lunisoft, s. r. o.

## Popis
Vila se nachází ve čtvrti Westend v ulici Petra Velikého 1020/12. Jedná se o třípodlažní objekt na nepravidelném půdorysu s asymetrickou koncepcí. Stavba je zdobena rizality, arkýři, lodžiemi a balkony, přízemí má pásovou bosáž, nároží jsou zpevněna lisénami. Vstupní průčelí je situováno do ulice Petra Velikého. Vstup je umístěn na jihovýchodním nároží v lodžii, která je nesena nárožním sloupkem s abakem. Na nároží je ovíjený ornament. Obdélná okna jsou sdružená, v rizalitech ztrojená s plastickými šambránami. Na jihozápadním nároží je věžovitý arkýř zakončený dlátkovou střechou.